# 提拉帕·萨扎顾
提拉帕·萨扎顾（皇家轉寫：Thiraphat Sajakul，1973年7月22日—），昵称Tui，泰国华裔男演员、歌手、DJ兼主持人。代表作品有《日落湄南河1996》、《爱情计谋》、《孽爱囚情》、《天沙》、《正妻2009》。此外，他还是MCOT运营的最受欢迎的广播电台SEED 97.5 FM的首席执行官。